# Kościół św. Jana Chrzciciela w Rzepienniku Biskupim
Kościół św. Jana Chrzciciela w Rzepienniku Biskupim – drewniany, gotycki kościół pomocniczy, znajdujący się w Rzepienniku Biskupim, należącym do powiatu tarnowskiego województwa małopolskiego.  

## Historia
Kościół został wybudowany na początku XVI wieku. W XVII w. dobudowano wieżę. Kilkakrotnie remontowany m.in. w 1954 i w latach 1972-1979. Usytuowany jest na wzniesieniu, skąd rozciąga się panorama Pogórza Ciężkowickiego. Świątynia została włączona do szlaku architektury drewnianej województwa małopolskiego (trasa łącznikowa). Jest jednym z najcenniejszych drewnianych kościołów w Małopolsce. Jego pierwotny układ przestrzenny pozostał niezmieniony od średniowiecza.

## Architektura i wyposażenie
Jest to jednonawowa świątynia, konstrukcji zrębowej, w przeważającej części kryta gontem, z niską wieżą konstrukcji słupowo-ramowej z nadwieszoną izbicą, nakrytą namiotowym hełmem. Obiekt otacza drewniano-kamienne ogrodzenie. 
Wewnątrz świątynia nakryta jest stropami płaskimi z zaskrzynieniami w nawie. Pod chórem znajdują się deski ze śladami polichromii, będące prawdopodobnie pozostałościami pierwotnego stropu. Wyposażenie kościoła pochodzi głównie z XVII wieku, chociaż znajdują się tam również starsze obiekty. Na uwagę zasługują: 
- późnorenesansowy ołtarz główny
- barokowy ołtarz boczny z wizerunkiem św. Jana Chrzciciela
- gotycko-renesansowy tryptyk z początku XVI wieku (pochodząca z niego rzeźba Matki Bożej Anielskiej znajduje się obecnie w Muzeum Narodowym w Krakowie)
- barokowa, polichromowana ambona z wizerunkami czterech Ewangelistów
- krucyfiks ludowy z XVII wieku na belce tęczowej
- tabernakulum z ludową rzeźbą Chrystusa Frasobliwego z 1863

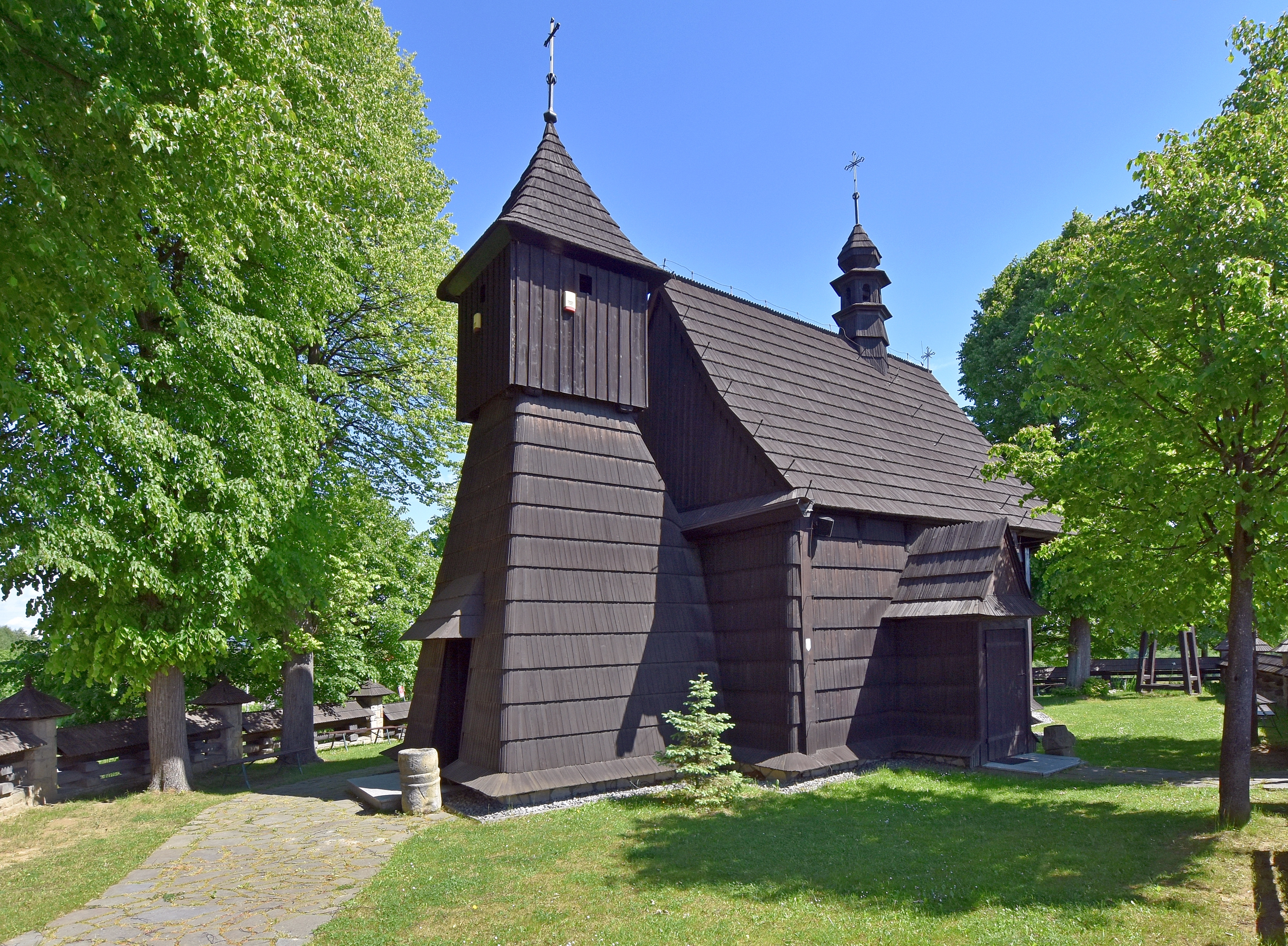
Elewacja frontowa
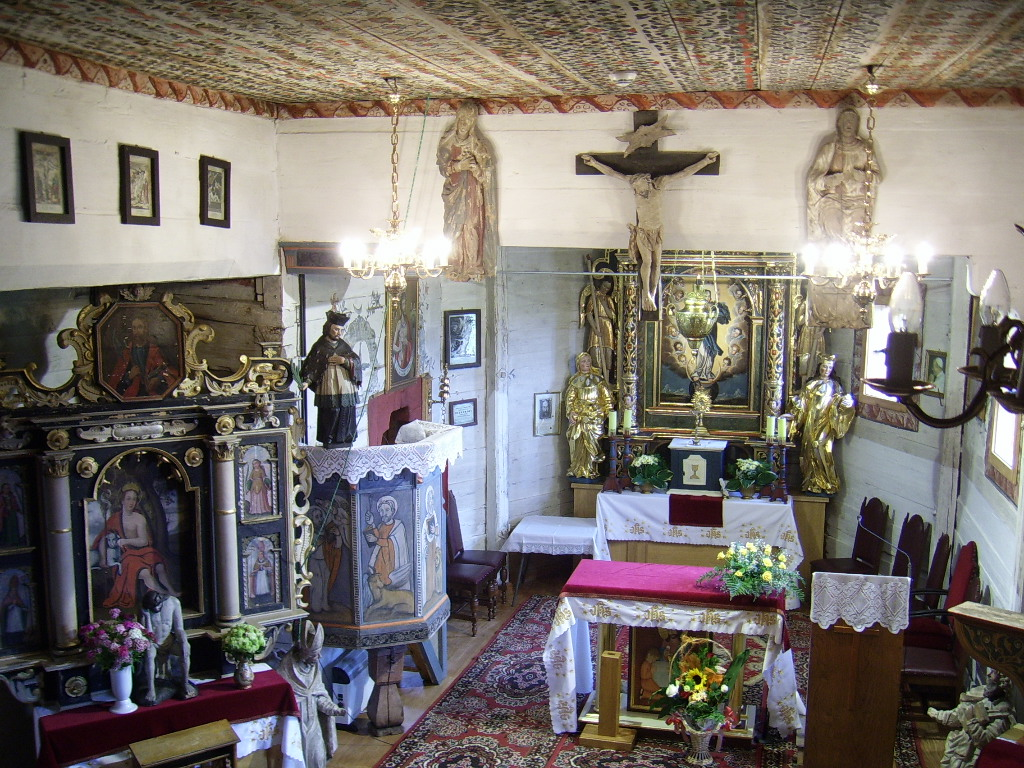
Wnętrze
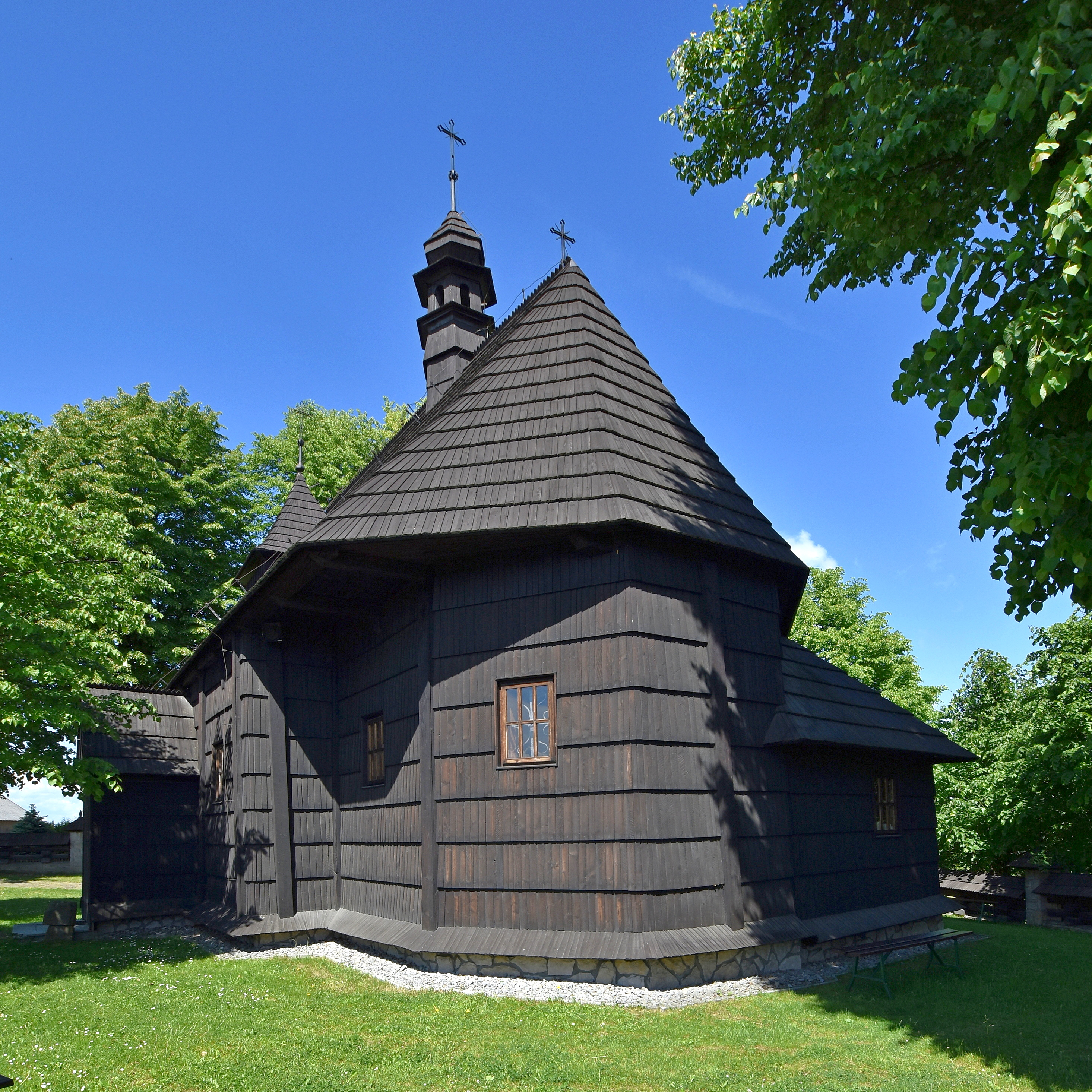
Widok od strony prezbiterium